# Cyril Ramaphosa

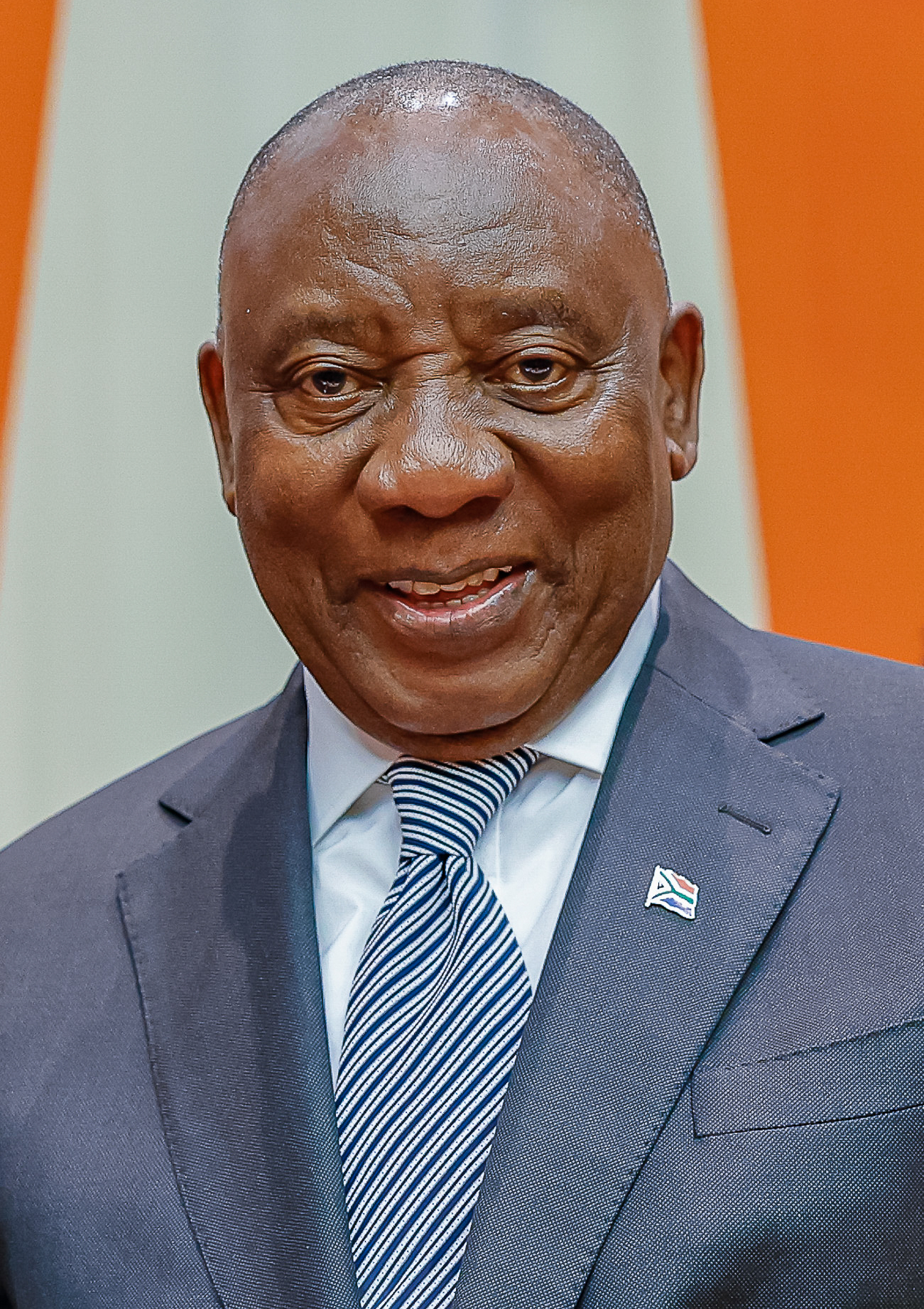
Cyril Ramaphosa (2024)

Matamela Cyril Ramaphosa [ramaˈpʰɔ⁠sa] (* 17. November 1952 in Johannesburg) ist ein südafrikanischer Politiker (ANC), Gewerkschaftsführer und Unternehmer. Von Mai 2014 bis Februar 2018 war er Vizepräsident Südafrikas unter Jacob Zuma, seit Dezember 2017 ist er Vorsitzender des ANC. Seit Februar 2018 ist er Präsident der Republik Südafrika.

## Leben

### Werdegang zur Zeit der Apartheid
Ramaphosa wurde in Soweto als zweites von drei Kindern von Samuel, einem Polizisten, und Erdmuth Ramaphosa geboren. Seine Familie gehört zur Volksgruppe der Venda. Die Kindheit verlebte Ramaphosa zunächst im Johannesburger Stadtteil Western Native Township, später in Soweto. Er ging in Soweto zur Grundschule und in die weiterführende Sekano-Ntoane High School. Zum Ende seiner Schulzeit wurde er Internatsschüler, weil er 1970 an die Mphaphuli High School in Sibasa (im ehemaligen Reservat Venda) wechselte, wo Ramaphosa 1971 sein Matric erwarb.
1972 schrieb er sich an der University of the North (Turfloop), einer Hochschule für Schwarze, für ein Studium der Rechtswissenschaft mit dem Ziel B.Proc ein und trat der South African Students’ Organisation (SASO) bei, die zum Black Consciousness Movement (BCM) gehörte. Zwei Jahre später wurde er zum örtlichen Vorsitzenden der SASO und zum nationalen Chairman des Student Christian Movement (SCM) gewählt. Nach einer Solidaritätskundgebung für die Frelimo im Jahre 1974 wurde Ramaphosa elf Monate ohne Anklage nach dem Terrorism Act (section 6) im Pretoria Central Prison inhaftiert. Nach seiner Entlassung schloss er sich der BCM-Dachorganisation Black Peoples Convention (BPC) an, in der er verschiedene Funktionen ausübte. Nach dem Aufstand in Soweto wurde er erneut aufgrund desselben Gesetzes in Johannesburg in der Johannesburg Central Police Station (John Vorster Square) für sechs Monate in Vorbeugehaft genommen. Danach war er wieder als Jurist für Kanzleien tätig und setzte sein Studium an der University of South Africa fort, wo er 1981 einen Abschluss als Baccalaureus Procurationis, der in Südafrika zu einer Tätigkeit als Rechtsanwalt befähigt, machte. Im selben Jahr wurde er hauptamtlicher Rechtsberater des damaligen Dachverbands der südafrikanischen Gewerkschaften, Council of Unions of South Africa (CUSA).
1982 gründete Ramaphosa die National Union of Mineworkers (NUM, deutsch etwa „Nationale Gewerkschaft der Bergarbeiter“) und wurde im Dezember deren erster Generalsekretär. Diese Gewerkschaft vertrat zu diesem Zeitpunkt 6000 schwarze Bergarbeiter in acht Bergbaubetrieben. Um 1986 hatte sie bereits 115.000 Mitglieder. Er war 1985 an der Gründung des Congress of South African Trade Unions (COSATU), des neuen multiethnischen Gewerkschaftsdachverbands, beteiligt und gehörte zur Delegation, die sich 1986 mit Vertretern des ANC in Lusaka traf. Nach der Ausrufung des Ausnahmezustandes 1986 sowie Polizeirazzien in den Wohnungen und Büros der Widerstandsaktivisten musste er ins Ausland fliehen. Er reiste zusammen mit NUM-Präsident James Motlatsi nach Großbritannien, um sich dort mit Vertretern der britischen National Union of Mineworkers zu treffen.
Im August 1987 entwickelte sich aus erfolglosen Lohnverhandlungen der NUM mit der Chamber of Mines ein Streik, der zu den größten in der Geschichte Südafrikas zählt. Es waren daran bis zu 340.000 Beschäftigte von 40 Gold- und Kohlebergwerken beteiligt. Der Streik verlief erfolglos. Im September 1987 entzogen ihm die Behörden seinen Reisepass, als er nach Großbritannien reisen wollte. Schon einen Monat später musste er doch gewährt werden, weil ihm als erster Person der Olof-Palme-Preis in Stockholm verliehen wurde.
Ramaphosa hatte sich wiederholt in politischen Fragen des Johannesburger Township Soweto engagiert. In diesem Zusammenhang traf er sich mit dem Bürgermeister von Soweto, um mit ihm über die Krise der seit 1984 in zahlreichen Townshipsiedlungen des Vaal Triangle praktizierten Mietboykotts zu diskutieren. Zu dieser Zeit hatte er beträchtlichen Einfluss auf viele größere Aktionen des Mass Democratic Movement, einschließlich der Proteste gegen einen Entwurf zur Änderung eines Arbeitsgesetzes (Labour Relations Amendment Bill).
Ramaphosa griff mit dem Ziel der Abschaffung inakzeptabler Beschäftigungsverhältnisse in der von schärfsten Apartheidverhältnissen geprägten Bergbauindustrie Südafrikas zu harten Mitteln eines Gewerkschaftsführers. International rief er die Staatengemeinschaft zum Boykott des Kohleimports aus Südafrika auf. 1989 erschien in diesem Zusammenhang ein Brief von ihm in der niederländischen Tageszeitung de Volkskrant, worin er das künftige Kabinett (Kabinett Lubbers III) der Niederlande zu einer solchen Politik aufforderte. Der damalige Präsident der Chamber of Mines of South Africa, Kennedy Maxwell, griff ihn deswegen scharf an und konterte mit einer Analyse des amerikanischen Meinungsforschungsinstituts Gallup, wonach 88 Prozent von 2192 interviewten Südafrikanern, darunter Bergarbeiter, gegen eine solche Maßnahme eingestellt wären. Andere COSATU-Mitgliedsgewerkschaften unterstützten die international geführte Desinvestment-Kampagne, es entstand in ihrem Kreis ein Entwurf für einen code of conduct bezüglich künftiger Aktivitäten ausländischer Investoren im südafrikanischen Arbeitsmarkt.
Im Januar 1990 traf er sich in Lusaka mit südafrikanischen Exilpolitikern und wurde zum Vorsitzenden der Kommission, die die Freilassung von Nelson Mandela (National Reception Committee) vorbereitete, ernannt. Zudem wurde er Mitglied des internationalen Komitees. Im Juli 1991 wurde er auf der nationalen ANC-Konferenz in Durban zum Generalsekretär der Organisation gewählt. 1992 nahm er am Marsch auf Bisho teil, bei dem 29 Menschen durch Truppen des Homelands Ciskei getötet und über 200 verletzt wurden.

### Nach dem Ende der Apartheid

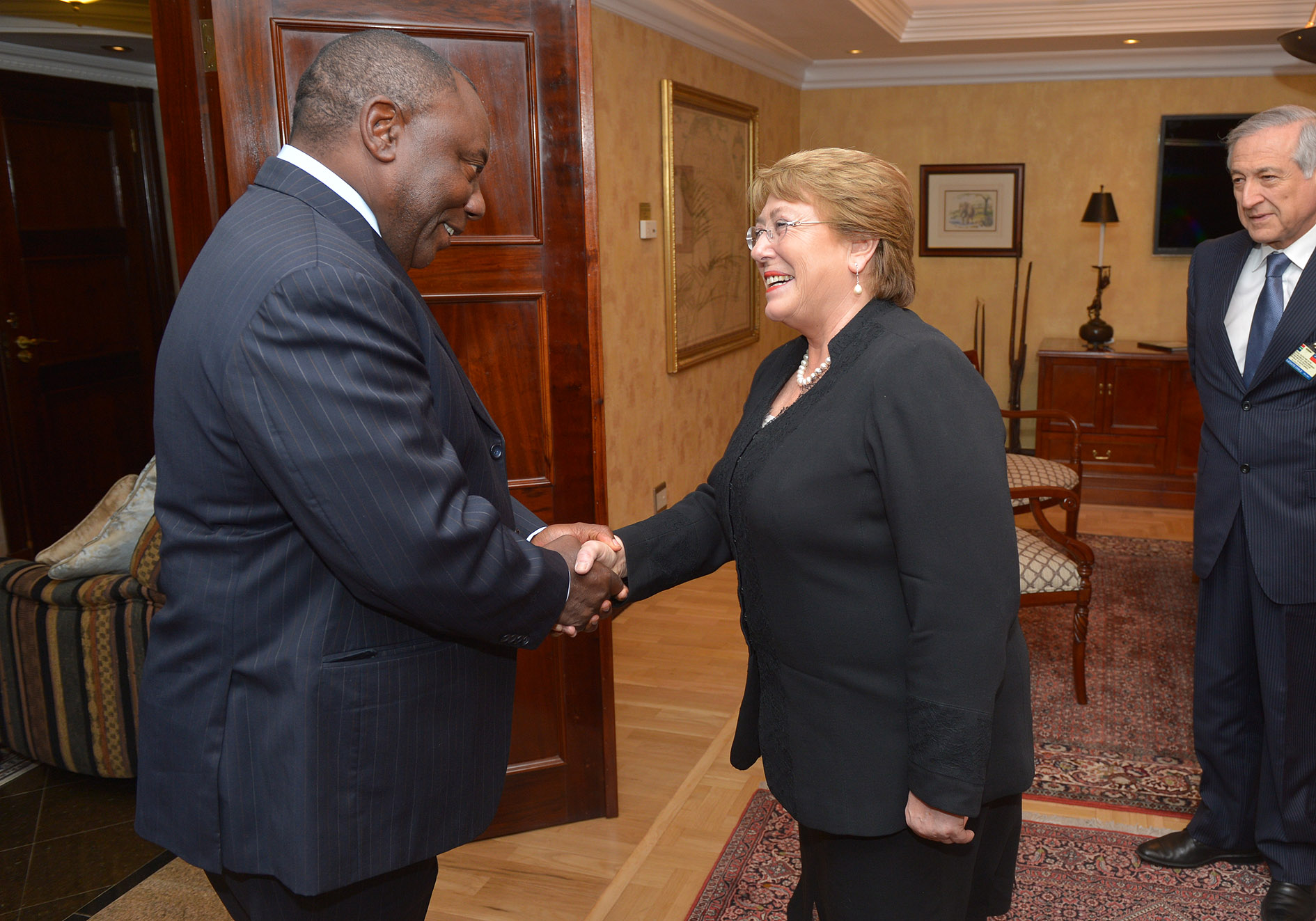
Ramaphosa wird von Chiles Präsidentin Michelle Bachelet begrüßt (2014)

1994, nach dem Ende der Apartheid, wurde Ramaphosa zum Vorsitzenden der Verfassunggebenden Versammlung gewählt. Er legte das Amt zusammen mit dem des Generalsekretärs des ANC 1996 nieder, nachdem ihn Thabo Mbeki als designierter Nachfolger des Präsidenten Nelson Mandela abgelöst hatte. Fortan war er als Unternehmer, Aufsichtsrat und Manager tätig, unter anderem für Lonmin (ab Juli 2010), SABMiller, FirstRand und die Standard Bank. Er zog sich nach seinem Wiedereintritt in die Politik von diesen Unternehmenspositionen zurück, zumeist in den Jahren 2013 und 2014.
2001 gründete er die Shanduka Group (Shanduka ist aus dem Tshivenda und bedeutet Wandel), an deren Spitze er als Vorsitzender (executive chairman) tätig war. Diese Holding investiert in börsennotierten und nicht-notierten Unternehmen. Daneben gibt es eine Stiftung, die Shanduka Foundation. Ramaphosa verließ das Unternehmen 2014.
2012 wirkte er als Vorsitzender der Berufungsinstanz der Disziplinarberufungskommission des ANC, die den Parteiausschluss von Julius Malema bestätigte. Im August 2012 stand er im Zentrum eines Schriftwechsels zwischen dem Lonmin-Management, dem er damals noch angehörte, und der Regierung, in dem er harte Maßnahmen gegen die Streikenden von Marikana forderte – einen Tag später erschoss die Polizei 34 Streikende. Am 18. Dezember 2012 wurde er anstelle Kgalema Motlanthes zum ANC-Vizepräsidenten gewählt. Im Mai 2014 wurde er anstelle Motlanthes auch Vizepräsident Südafrikas im Kabinett von Jacob Zuma. Unter anderem wirkt er ab 2014 als Vermittler zwischen Regierung und Opposition in Lesotho (siehe auch: Staatskrise in Lesotho 2014).
Am 18. Dezember 2017 wurde Ramaphosa gegen Nkosazana Dlamini-Zuma, eine Ex-Ehefrau von Präsident Jacob Zuma, auf dem Parteitag in Soweto zum Vorsitzenden des ANC gewählt; Ramaphosa erhielt 2440 Stimmen (51,9 Prozent), Dlamini-Zuma 2261. Er löste Jacob Zuma ab, der nicht wieder für das Amt kandidierte.

### Präsident der Republik Südafrika

#### Erste Amtszeit

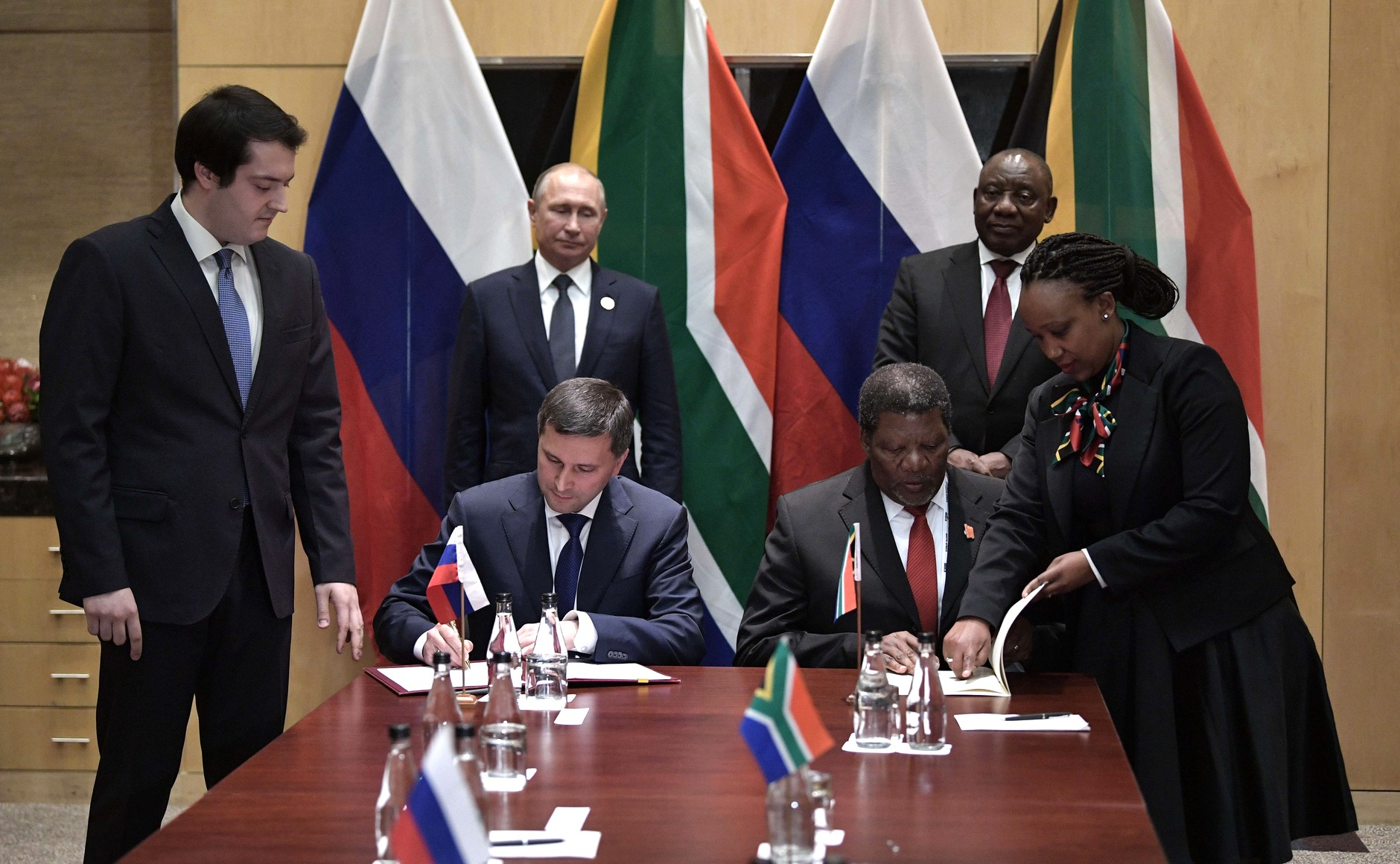
Ramaphosa und Putin bei der Unterzeichnung von Vereinbarungen zu einer strategischen Partnerschaft zwischen Südafrika und der Russischen Föderation (BRICS Summit 2018)

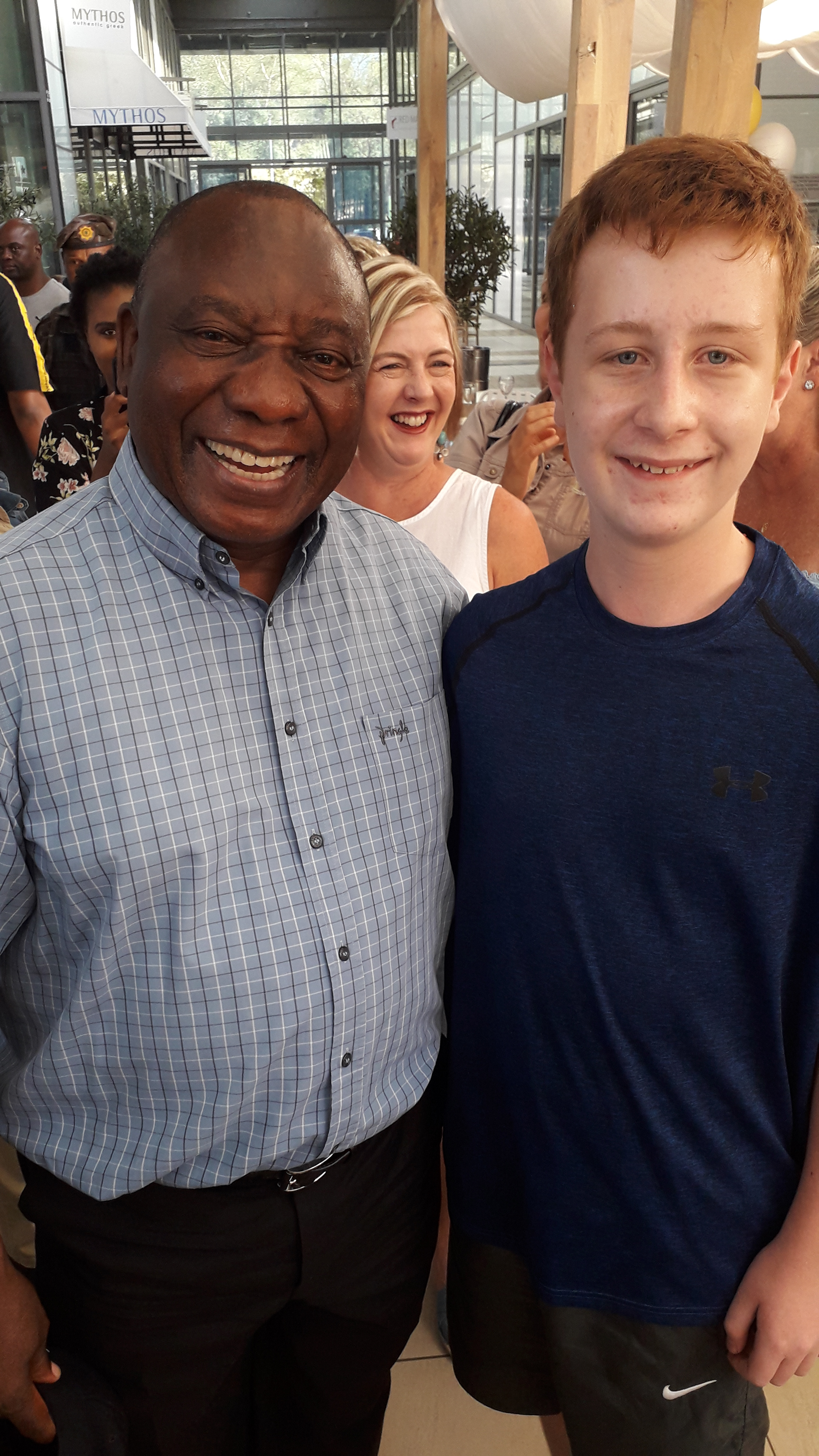
Präsident Ramaphosa mit einem südafrikanischen Wikipediaautor (2018)

Am 13. Februar 2018 forderte das Exekutivkomitee des ANC unter Führung von Ramaphosa ultimativ den Rücktritt des Präsidenten Jacob Zuma, dem Korruption vorgeworfen wird. Einen Tag später kündigte die ANC-Parlamentsfraktion an, Zuma durch einen Misstrauensantrag abwählen zu wollen; am Abend des gleichen Tages trat Zuma mit sofortiger Wirkung zurück.
Mit diesem Rücktritt wurde Ramaphosa zunächst amtierender Präsident. Am 15. Februar 2018 wurde er dann zum Präsidenten gewählt; er war der einzige der Nationalversammlung vorgeschlagene Kandidat. Am 27. Februar 2018 wurde sein erstes Kabinett vereidigt. Nachdem der ANC bei den Wahlen Anfang Mai 2019 seine absolute Mehrheit in der Nationalversammlung verteidigt hatte, wurde Ramaphosa am 22. Mai 2019 erneut ohne Gegenkandidaten zum Präsidenten gewählt.
Im Verlaufe des in Johannesburg abgehaltenen Spitzentreffens der BRICS-Staaten im Juli 2018 kam es zwischen Südafrika und Russland zu bilateralen Vereinbarungen durch die Präsidenten Ramaphosa und Putin. Die vom ehemaligen südafrikanischen Präsidenten Jacob Zuma initiierte umfassende Kooperation beider Staaten auf dem Nuklearsektor wurde von Ramaphosa als zu teuer eingeschätzt und wieder zurückgenommen. Er brachte dabei zum Ausdruck, dass es von Südafrika nicht vorgesehen ist, künftig größere Investitionen in Projekten der Nukleartechnologie zu tätigen. Stattdessen soll sich die bilaterale Zusammenarbeit beider Staaten auf wirtschaftliche Zusammenarbeit in anderer Weise und auf die Korruptionsbekämpfung erstrecken.
Das von Jacob Zuma mit Russland abgeschlossene Abkommen zu einer umfangreichen nukleartechnischen Kooperation stand in Südafrika unter starker Kritik. Es wurde schließlich im April 2017 vom Western Cape High Court (Oberster Gerichtshof der Provinz Western Cape) für rechtswidrig und nicht verfassungskonform erklärt. Mit der Regierungsübernahme von Präsident Ramaphosa wandte sich die südafrikanische Energiepolitik erneut von extensiven Aktivitäten bei der Nuklearenergieerzeugung ab und konzentriert sich stattdessen auf Projekte der Erneuerbaren Energien. Am Rande des BRICS-Gipfeltreffens 2018 unterzeichneten russische (Rusatom Healthcare) und südafrikanische (Necsa) Vertreter eine Vereinbarung zur Zusammenarbeit im Bereich der Nuklearmedizin. Es ist dabei der Bau von zwei kleinen Reaktoren vorgesehen, die der Herstellung medizinisch einsetzbarer Radionuklide dienen sollen.
Vom 5. bis 7. Februar 2020 fand ein Spitzentreffen zwischen der deutschen Bundeskanzlerin Angela Merkel mit dem südafrikanischen Präsident Ramaphosa statt, der die Kanzlerin zum Staatsbesuch eingeladen hatte. Im offiziellen Besuchsprogramm waren Überlegungen vorgesehen, wie beide Länder gemeinsam zur Friedensentwicklung auf dem afrikanischen Kontinent beitragen können und eine noch engere Zusammenarbeit zu gestalten sei, um den Konflikt in Libyen zu beenden. Für diese Ziele soll die Zusammenarbeit beider Länder im Sicherheitsrat der Vereinten Nationen sowie zwischen EU und AU verstärkt werden. Zudem besteht Erörterungsbedarf, wie der wachsende Einfluss Russlands auf dem afrikanischen Kontinent zu beurteilen sei. Ramaphosa betonte für sein Land die Notwendigkeit einer veränderten Energiepolitik auf Basis sauberer und nachhaltiger Technologien, die ein kohlenstoffarmes Wirtschaftswachstum zum Ziel haben, und regte daher auf diesem Gebiet eine engere Zusammenarbeit beider Staaten an. Ferner wäre es für Südafrika vorteilhaft, an den Erfahrungen Deutschlands auf dem Gebiet der Berufsausbildung teilzuhaben. Die weitere Kooperation findet mit der Deutsch-Südafrikanischen „Binationalen Kommission“ auf Ebene der Minister ihre Vertiefung, zunächst zwischen den Ressorts für auswärtige Angelegenheiten sowie zwischen den Umweltministerien.
Am 9. Februar 2020 wurde Ramaphosa für ein Jahr zum Vorsitzenden der Afrikanischen Union gewählt.

##### Vorwürfe zu den Ereignissen auf der Phala-Phala-Farm
Ramaphosa wird vorgeworfen, den Diebstahl von 4 Millionen Dollar in bar auf seiner privaten Phala-Phala-Farm verschleiert zu haben. Es wird angenommen, dass er die Entführung und Bestechung der Einbrecher beauftragt habe, sodass diese nicht darüber aussagten. Er selbst bestreitet jegliche Verwicklung.
Die über mehrere Monate laufende öffentliche Diskussion über seine Rolle setzte eine Untersuchung in Gang. Im Juni 2022 zeigte der ehemalige Geheimdienstchef Arthur Fraser Ramaphosa wegen Geldwäsche und Bestechung an. Ihm werden Nepotismus und Korruption vorgeworfen. Ein damit beauftragter Untersuchungsausschuss unter Leitung des Juristen Sandile Ngcobo, ein ehemaliger Vorsitzender des Verfassungsgerichts der Republik Südafrika, stellte schwerwiegende Verfehlungen des amtierenden Präsidenten fest.
Als Reaktion auf die Ergebnisse in dem öffentlich gewordenen Bericht verstärkten sich Anfang Dezember 2022 von verschiedenen Seiten die Forderungen nach einem Rücktritt Ramaphosas vom Präsidentenamt bzw. nach Einleitung eines Amtsenthebungsverfahrens. Nach den bekannt gewordenen Verfehlungen seines Amtsvorgängers Jacob Zuma geriet in dieser Situation auch die gesamte Partei, der ANC, in eine krisenhafte Situation. Während die ehemalige Außenministerin Nkosazana Dlamini-Zuma infolge des Untersuchungsberichtes öffentlich einen Rücktritt forderte, ist dies nicht die Position der gesamten Partei. Zum Teil wird die Glaubwürdigkeit des Untersuchungsberichts selbst in Zweifel gezogen, da er sich zu großen Teilen auf ungeprüfte Beweise und Hörensagen stütze und damit „rechtlich fehlerhaft“ sei.
Die Zuspitzung des Skandals verlief wenige Wochen vor einer Parteikonferenz, auf der entschieden werden sollte, wer den Vorsitz des ANC übernehmen sollte.
Dennoch wurde er von seiner Partei im Dezember 2022 als Vorsitzender des ANC für eine zweite Amtszeit von fünf Jahren gewählt und setzte sich dabei gegen Zweli Mkhize durch.

#### Zweite Amtszeit seit Juni 2024

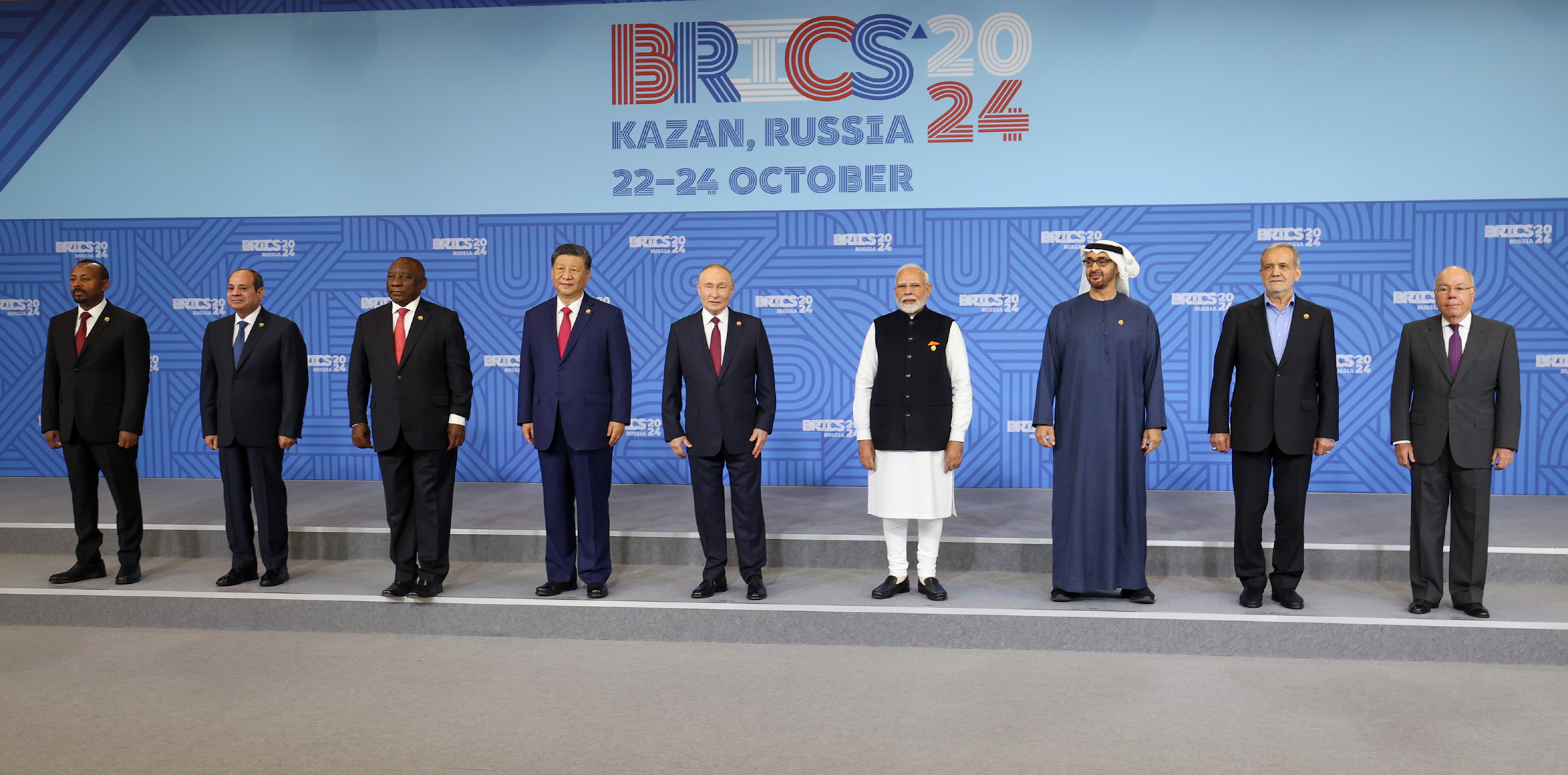
BRIC-Gipfeltreffen 2024

Bei der Parlamentswahl am 29. Mai 2024 erhielt der ANC 40,2 % der Stimmen und damit erstmals keine absolute Mehrheit. Ramaphosa wurde am 14. Juni 2024 von dem neu gewählten Parlament für eine zweite Amtszeit bestätigt.
Ramaphosa wurde im Juni 2024 zu einer zweiten Amtszeit vom Parlament als Präsident gewählt, nachdem der ANC, die Democratic Alliance (DA), die Inkatha Freedom Party (IFP) und die Patriotic Alliance (PA) eine Koalition geschlossen hatten.
Ramaphosa erhielt im Parlament 283 Stimmen und sein Gegenkandidat Julius Malema von den Economic Freedom Fighters (EFF) 44 Stimmen.

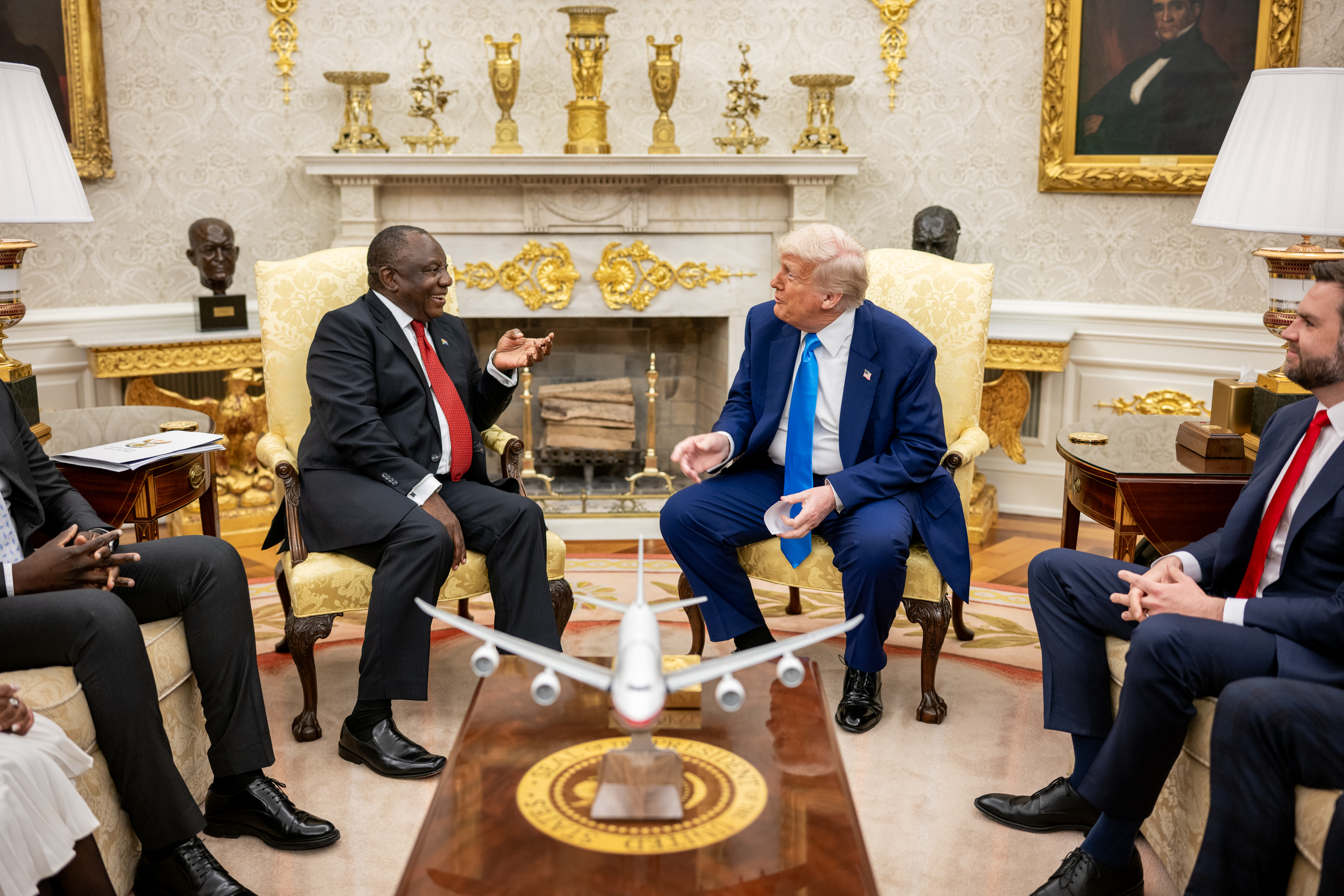
Ramaphosa und Donald Trump (2025)

Am 21. Mai 2025 besuchte Ramaphosa den US-Präsidenten Donald Trump im Weißen Haus. 
Trump machte Ramaphosa schwere Vorwürfe und demütigte ihn öffentlich. Trump verlangte von Ramaphosa „Erklärungen“ für das Schicksal weißer Farmer in Südafrika und behauptete, diese würden „hingerichtet“ und ihr Land würde beschlagnahmt. Trump ließ überraschend Videoaufnahmen abspielen, die seine Vorwürfe belegen sollten. Dabei handelte es sich aber um Aussagen südafrikanischer Politiker, die nicht an der Regierung beteiligt sind, und um Bilder, die gar nicht in Südafrika aufgenommen wurden. Journalisten widersprechen Trumps Behauptungen: Trump greife eine in rechtsextremen Kreisen verbreitete Verschwörungserzählung vom sogenannten „weißen Genozid“ auf. Verwiesen wurde auch darauf, dass die USA kurz zuvor eine erste Gruppe weißer Südafrikaner aufgenommen und ihnen Flüchtlingsstatus erteilt habe – ganz im Gegensatz zur sonstigen Vorgehensweise der Trump-Administration, die die Aufnahme von Flüchtlingen etwa aus Kriegs- und Krisengebieten weitestgehend gestoppt hat.
Ramaphosa hatte Trump zuvor zu einem „Neubeginn“ in den Beziehungen aufgerufen und versucht, Trump mit politischen Angeboten – etwa dem Zugang zu südafrikanischen Rohstoffen – milder zu stimmen.

### Privates
In erster Ehe war Cyril Ramaphosa seit dem 1. Juli 1978 bis 1989 mit der Aktivistin und Sozialarbeiterin Hope Mukondeleli Ramaphosa (* 1954) verheiratet. Ihr Matric legte sie an der Orlando High School ab und graduierte später an der University of the North. Sie lebten zusammen in Moroka, einem Stadtteil von Soweto. Von 1991 bis 1993 dauerte seine Ehe mit Nomazizi Mtshotshisa. Ramaphosa ist seit 1996 mit Tshepo Motsepe, der Schwester von Patrice Motsepe, verheiratet und hat vier Kinder, davon eines aus erster und drei aus zweiter Ehe.
Er gilt mit einem Vermögen von 450 Millionen US-Dollar als der zwölftreichste Südafrikaner (Stand 2015).

## Auszeichnungen
- Olof-Palme-Preis, verliehen 1987
- Gastprofessor an der Stanford University, 1991
- Ehrendoktor in Rechtswissenschaften der University of Massachusetts, verliehen 1993 zusammen mit Roelf Meyer, für ihren Beitrag zur Demokratisierung Südafrikas[51][5]
- Ehrendoktor der Universität Kapstadt, verliehen 1997[52]
- Ehrendoktor der National University of Lesotho, verliehen 2002[51]
- Ehrendoktor der Nordwest-Universität, verliehen 2002[51]
- Grand Counsellor of the Order of the Baobab, verliehen 2009[53]
- Ehrendoktor der Universität von KwaZulu-Natal[51]
- Ehrendoktor der Nelson Mandela Metropolitan University[51]
- Honorary Knight Grand Cross des Order of the Bath (GCB), verliehen 2022[54]